# Léon Volterra
Léon Volterra est un homme de spectacle français, producteur de spectacles, directeur de salles, né le 10 mars 1888 dans le 8e arrondissement de Paris et mort le 5 juin 1949 dans le 16e arrondissement de la même ville.

## Biographie

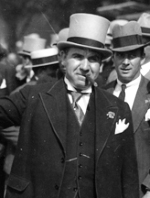
Léon Volterra à Auteuil, en 1934.

Léon Volterra, né hors mariage en 1888, est le fils de Catherine Bellemin-Noël (1867-1944) et de Léon-Amédée Volterra (1867-1923), mariés en 1904.
Il dirigea à Paris le Casino de Paris, le Théâtre Marigny, le Lido, l'Olympia, les Folies Bergère, l'Eden, le Théâtre de Paris dans lequel fut créé le Marius de Marcel Pagnol. Il participa à la réussite de nombreuses vedettes, notamment Gaby Deslys, Mistinguett, Maurice Chevalier, ou encore Raimu.

Il dirigea aussi, entre les deux guerres, un grand parc d'attractions parisien, le Luna Park de la porte Maillot.

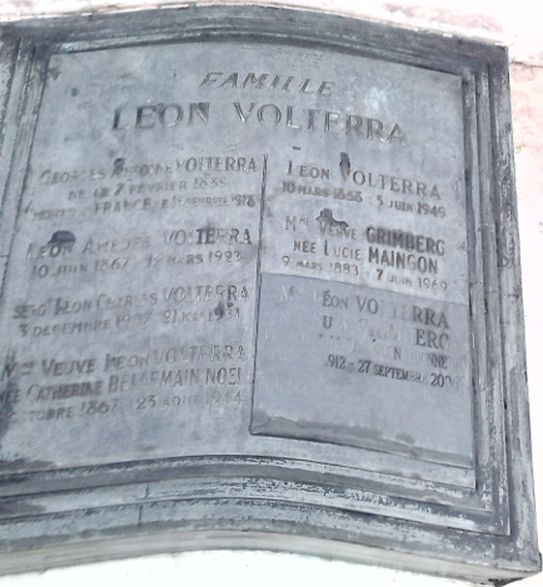
Tombe de Léon Volterra au cimetière de Passy (division 11).

En 1921, il a épousé Simonne Joubert-Rey, désormais Simonne Volterra. En 1926, il a acquis, sur la commune de Ramatuelle, le château Camarat, devenu le château Volterra, où furent accueillis notamment Raimu, Joséphine Baker, Colette, Jean Cocteau, etc.
Il fut également maire de Saint-Tropez de 1935 à 1941, laissant à son épouse, Simone, la gestion quotidienne du château et des théâtres.
Le couple Volterra se sépara en 1946. Puis Léon Volterra rencontra la danseuse Suzy Grimberg qu'il épousa quelque temps plus tard, et qui devint donc Suzy Volterra ; celle-ci perpétuera sa mémoire, ainsi que son élevage et son écurie de course. Grand amateur de chevaux, Léon Volterra développa un élevage parmi les plus performants de son temps, que Suzy Volterra allait faire fructifier. Le Prix Volterra, une Listed-Race disputée à Longchamp, leur rend hommage. Parmi les meilleurs chevaux ayant défendu la casaque Volterra, on peut citer Bois Roussel (pour Léon), ou Topyo (pour Suzy) vainqueur du Prix de l'Arc de Triomphe en 1967.
Léon Volterra avait un frère, George Volterra (mort pour la France le 15 février 1918), et un demi-frère Joseph Volterra, lui aussi directeur de salles de spectacle et cinéma (Gaité-Rochechouard, le Cin'unfranc).
Léon Volterra meurt en 1949 à l'âge de 61 ans, laissant ses biens à ses deux épouses. Il est inhumé au cimetière de Passy (11e division) dans le caveau familial, orné d'une sculpture d'Alfred Pina.

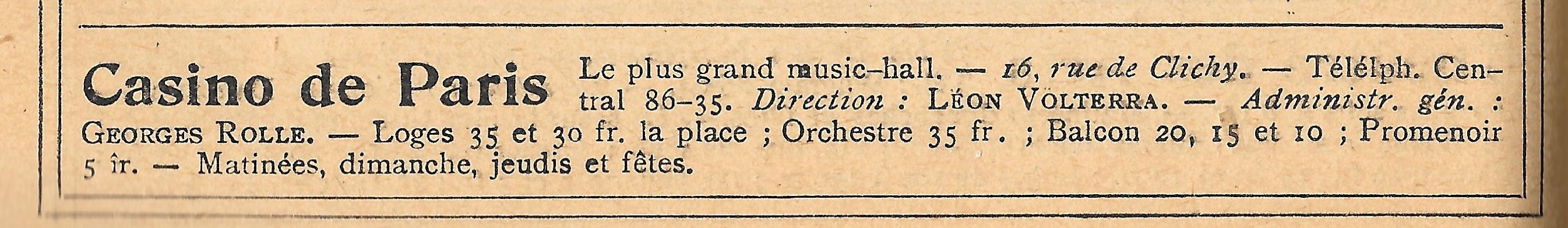
Léon Volterra, directeur du Casino de Paris en 1925.